# Giovanni Ghiselli
Giovanni Ghiselli (* 15. November 1934 in Novara; † 26. Februar 1997 ebenda) war ein italienischer Sprinter.
Bei den Olympischen Spielen 1956 in Melbourne wurde er Vierter in der 4-mal-100-Meter-Staffel und schied über 200 m im Vorlauf aus.
Seine Bestzeit über 100 m von 10,6 s stellte er 1956 auf.